# ウンカ
ウンカ（浮塵子）は、イネの害虫となる体長5mmほどの昆虫を指す。

## 概要

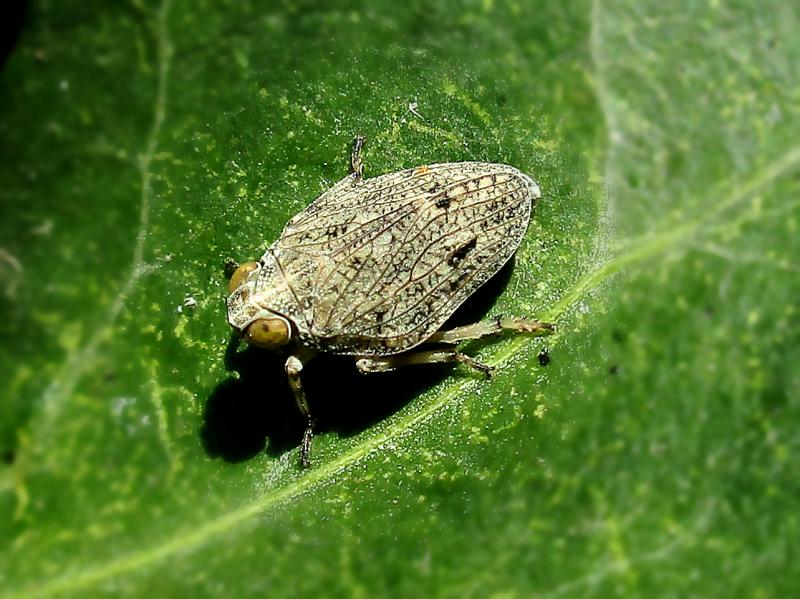
成虫、背面図

カメムシ目ヨコバイ亜目の一部のグループで、アブラムシ、キジラミ、カイガラムシ、セミ以外の、成虫の体長が5mm程のものである。そのような範疇の昆虫のいわば典型の一つがウンカであるため、この仲間にはウンカの名を持つ分類群が非常に多い。なお、「ウンカ」という標準和名を持つ生物はいない。
遠く東南アジア方面から気流に乗って毎年飛来する。時に、大発生して米の収穫に大打撃を与えるだけでなく、ウイルスなどの伝播の媒体ともなる。江戸時代に起きた享保の大飢饉や天保の大飢饉はウンカの蝗害が原因とされ、稲作文化圏では忌避される。ウンカ類を餌とする小型のトンボ類は益虫とされている。
一方、近年の研究では稲の細菌性病原体に対する抵抗力を活性化させる性質も報告されており、少数発生時には益虫となる場合も考えられる。
また、台湾茶の「東方美人」や紅茶の「ダージリン・ティー」はウンカ（チャノミドリヒメヨコバイ）による食害がチャ葉の香気生成を促進する作用を利用して生産される。

## 害虫として
セジロウンカ（Sogatella furcifera）、トビイロウンカ（Nilaparvata lugens）、ヒメトビウンカ（Laodelphax striatellus）などがイネの害虫である。これらはいずれも良く跳びはね、また良く飛ぶ虫である。しかし翅多型をあらわし、定着時には羽根の短いいわゆる短翅型がでる。これは繁殖力が強く、その周辺一帯で大発生を起こすため、水田には丸く穴が空いたように枯れた区画を生じる。これを俗に「坪枯れ」と呼ぶ。またアブラムシ同様に、排泄物がすす病を引き起こすことが多い。
これら3種のうち、ヒメトビウンカは寒さに強いため、日本の冬を越すことが可能で、他のイネ科植物にも寄生できる。なおかつイネ縞葉枯病、イネ黒すじ萎縮病などのウイルス病を媒介することも問題となる。
対策としては、ネオニコチノイドなどの殺虫剤や、油を使って窒息死させる物理的駆除が行われる。江戸時代には、鯨油を水田に張り（1アールにつき2-3滴という少量）、ウンカを叩き落して駆除する手法が、筑前地方から広まっていった。